# فلاك بانزر الرابع

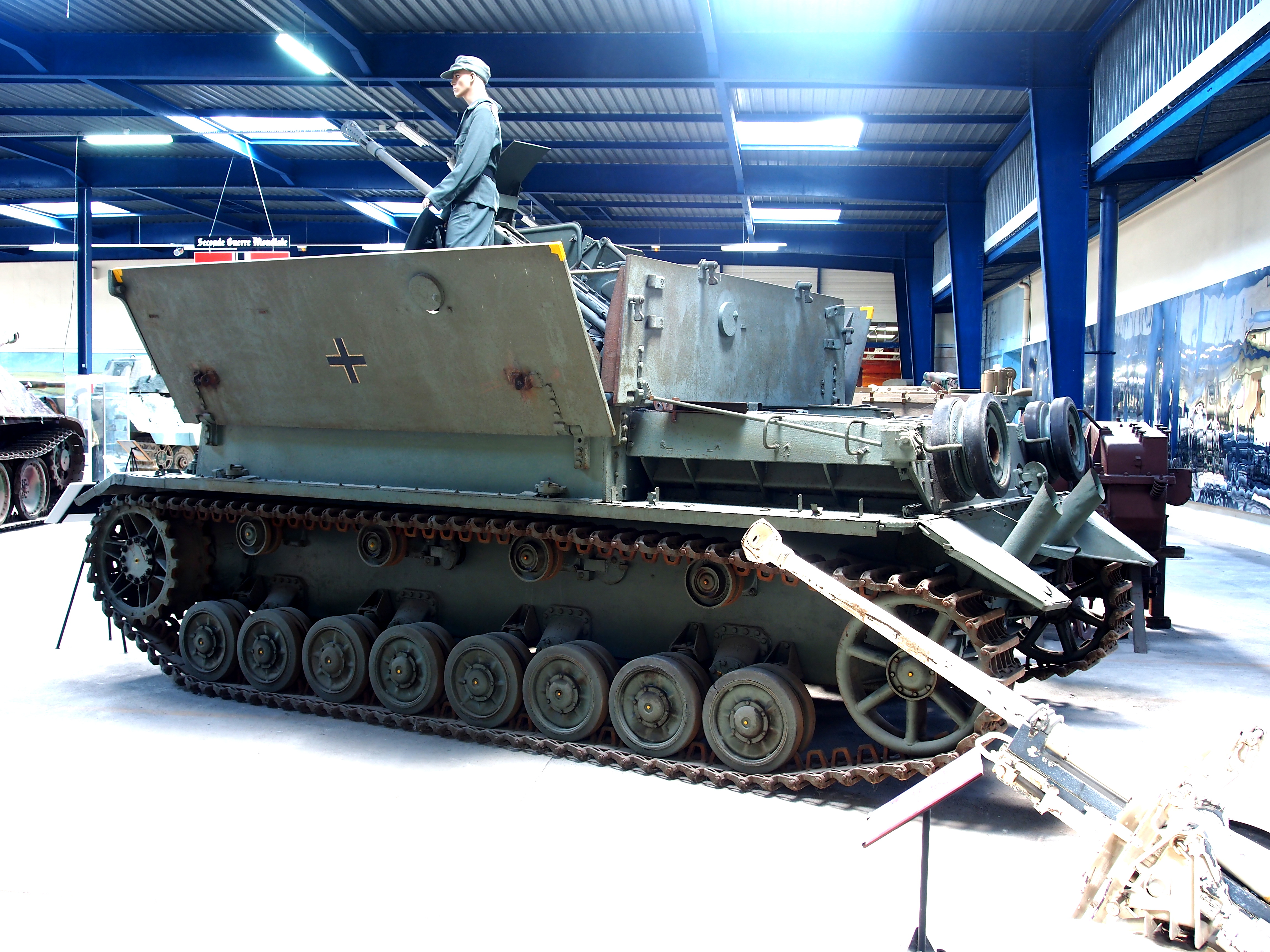

فلاك بانزر الرابع هو التسمية العامة لسلسلة من المدافع المضادة للطائرات ذاتية الدفع التي تستند إلى هيكل دبابة بانزر-4.  
- Möbelwagen
- Wirbelwind
- أوستويند
- Kugelblitz